# Uropoda deconincki
Uropoda deconincki es una especie de arácnido del orden Mesostigmata de la familia Uropodidae.

## Distribución geográfica
Se encuentra en Camboya.